# Philipp Köhn
Philipp Köhn (Dinslaken, Alemania, 2 de abril de 1998) es un futbolista alemán, nacionalizado suizo, que juega en la demarcación de portero para el A. S. Monaco F. C. de la Ligue 1.

## Trayectoria
Tras formarse como futbolista en clubes como el MSV Duisburg, FC Schalke 04 o el VfB Stuttgart, el 4 de junio de 2017 se marchó al RB Leipzig, firmando un contrato de cuatro años. Debido a que en su primera temporada con el club no llegó a disputar ni un solo partido con el equipo, se marchó traspasado al FC Liefering en Austria. Hizo su debut el 14 de septiembre de 2018 en un partido contra el SKU Amstetten, encuentro que finalizó con un resultado de 1-0 a favor del Liefering. Jugó en el club doce partidos de liga, hasta que el 10 de junio de 2019 se fue al FC Red Bull Salzburg.

## Selección nacional

### Participaciones en Copas del Mundo
| Mundial      | Sede  | Resultado        | Partidos | Goles |
| ------------ | ----- | ---------------- | -------- | ----- |
| Mundial 2022 | Catar | Octavos de final | 0        | 0     |

## Estadísticas

### Clubes
Actualizado al último partido disputado el 5 de octubre de 2024.
| F. C. Liefering · Austria             | 2.ª           | 2018-19       | 12  | 26  | ― | ― | ―  | ―  | 12  | 26  |
| F. C. Liefering · Austria             | Total club    | Total club    | 12  | 26  | 0 | 0 | 0  | 0  | 12  | 26  |
| F. C. Wil · Suiza                     | 2.ª           | 2020-21       | 32  | 41  | 1 | 0 | ―  | ―  | 33  | 41  |
| F. C. Wil · Suiza                     | Total club    | Total club    | 32  | 41  | 1 | 0 | 0  | 0  | 33  | 41  |
| Red Bull Salzburgo · Austria          | 1.ª           | 2021-22       | 28  | 17  | 3 | 2 | 10 | 16 | 41  | 35  |
| Red Bull Salzburgo · Austria          | 1.ª           | 2022-23       | 32  | 21  | 2 | 1 | 8  | 11 | 42  | 33  |
| Red Bull Salzburgo · Austria          | Total club    | Total club    | 60  | 38  | 5 | 3 | 18 | 27 | 83  | 68  |
| A. S. Monaco F. C. Francia            | 1.ª           | 2023-24       | 22  | 32  | 0 | 0 | ―  | ―  | 22  | 32  |
| A. S. Monaco F. C. Francia            | 1.ª           | 2024-25       | 7   | 4   | 0 | 0 | 2  | 3  | 9   | 7   |
| A. S. Monaco F. C. Francia            | Total club    | Total club    | 29  | 36  | 0 | 0 | 2  | 3  | 31  | 39  |
| Total carrera                         | Total carrera | Total carrera | 133 | 141 | 6 | 3 | 20 | 30 | 159 | 174 |
| (1) Hace referencia a goles encajados |               |               |     |     |   |   |    |    |     |     |

## Palmarés

### Títulos nacionales
| Título          | Club               | País    | Año  |
| --------------- | ------------------ | ------- | ---- |
| Copa de Austria | Red Bull Salzburgo | Austria | 2020 |
| Bundesliga      | Red Bull Salzburgo | Austria | 2020 |
| Bundesliga      | Red Bull Salzburgo | Austria | 2022 |
| Copa de Austria | Red Bull Salzburgo | Austria | 2022 |
| Bundesliga      | Red Bull Salzburgo | Austria | 2023 |